# Ібрагім Нізам-шах
Ібрагім Нізам-шах (д/н — 1596) — 8-й султан Ахмеднагарського султанату у 1595—1596 роках.

## Життєпис
Онук султана Хусейна Нізам-шаха I, син Бурхана. Дитинство провів при султанському дворі в Ахмеднагарі. 1588 року при сходженні його стриєчного брата Хусейна Нізам-шаха II на трон разом з батьком і братом Ісмаїлом було запроторено до фортеці Лохгарх. Звільнено з неї 1589 року після смерті султана.
1591 року батько Бурхан повалив свого сина-султана Ісмаїла, захопивши владу. 1595 року після смерті Бурхана II трон за підтримки вуйни Чанд Бібі отримав Ібрагім. Проте впливовий сановник Міан Манджу висунув іншого претендента на трон — брата Ібрагіма — Ахмада, запросивши на допомогу могольського падишаха Акбара. Останній відправив військо на чолі із сином Мурадом Мірзою. На бік останнього перейшов очільник хабші (абісинських рабів-вояків) Іхлас Хан.
Ібраггім і Чанд біб опинилися в облозі в фортеці Ахмеднагару. 1596 року було домовлено про відступ могольських військ в обмін на передачу Акбару земель колишнього берарського султанату. В цей час помирає Ібрагім, якого змінив Ахмад.